# تریستان لیدس
تریستان لیدس (انگلیسی: Tristan Leyds؛ زادهٔ ۲۴ مهٔ ۱۹۹۷) بازیکن راگبی ۱۵ نفره اهل آفریقای جنوبی است.
وی در مسابقات کشوری و بین‌المللی در مجموع برندهٔ ۱ مدال برنز شده است.